# Piaggio MP3
Pour les articles homonymes, voir MP3 (homonymie).
Le Piaggio MP3 est un scooter à trois roues de la marque Piaggio sorti fin 2006, doté de deux roues à l'avant.

## Présentation générale

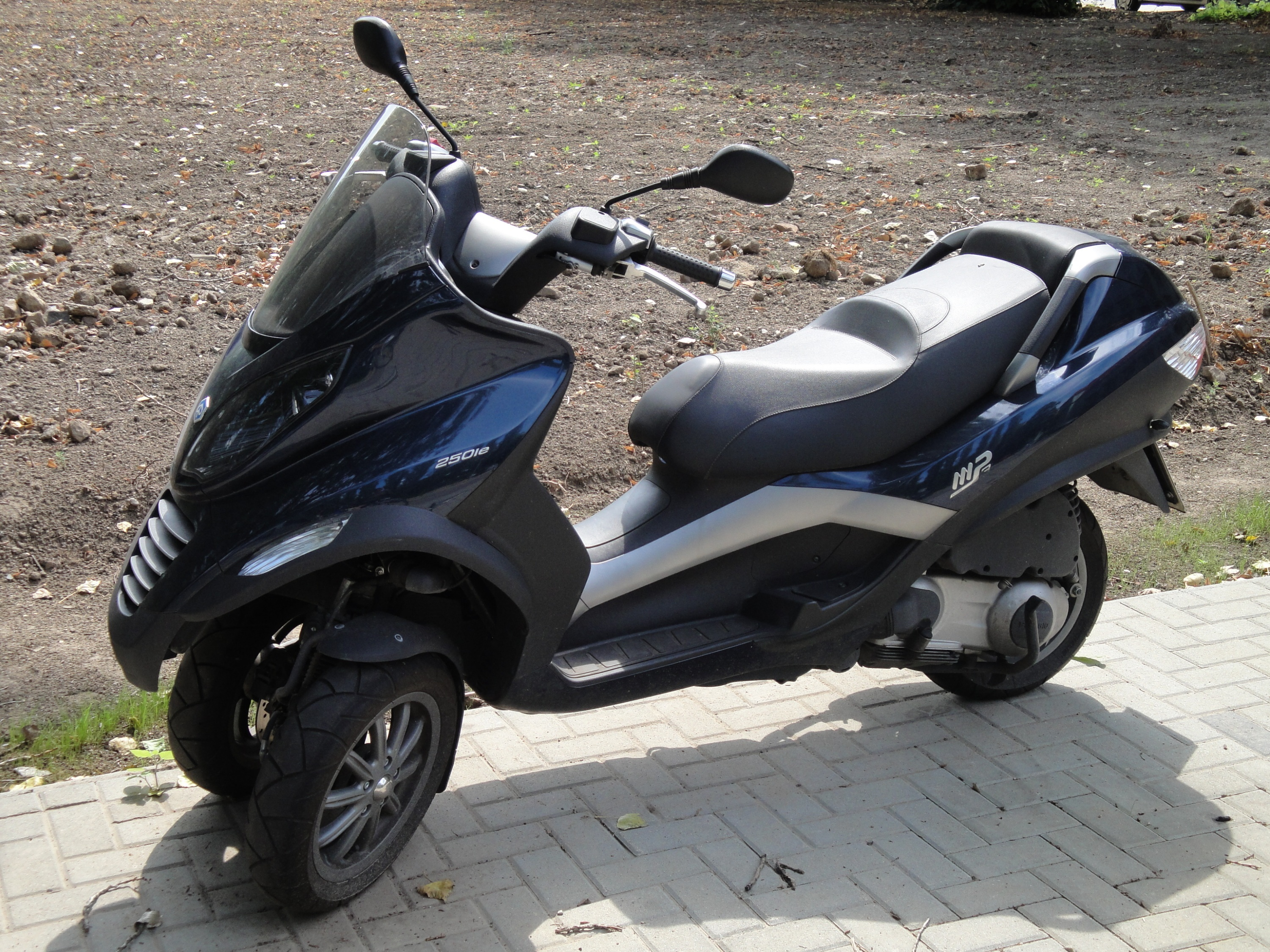
Piaggio MP3 250ie 2007.

La grande originalité de ce scooter est de posséder deux roues à l'avant, articulées par un parallélogramme, ce qui fait qu'il peut s'incliner dans les virages comme n'importe quel deux-roues.
Un système dénommé Roll-Lock permet de bloquer le parallélogramme à l'arrêt ou au ralenti. Ainsi le conducteur peut ne pas mettre le pied au sol à l'arrêt ou ne pas béquiller en stationnement.
Doté d'un monocylindre quatre temps à refroidissement liquide, de 125 cm3 à carburateur ou de 250 cm3 à injection comme pour le modèle de 400 cm3, avec une transmission à variateur, ce scooter pèse environ 200 kg à 235 kg. Initialement, les modèles de plus de 125 cm3 nécessitaient le permis moto.
En 2007, 3 850 unités ont été vendues en France, soit 6 % du segment des scooters de 125 cm3. Son prix est alors de 5 000 euros, contre 3 800 euros en moyenne pour un scooter haut de gamme.
Fin 2008, Piaggio lance les MP3 LT 250 et 400 cm3, accessibles aux détenteurs de permis auto grâce à l'élargissement de la voie avant (élargie de 45 mm afin de dépasser 460 mm — la voie avant est de 465 mm) et a un dispositif de freinage au pied couplé avant-arrière, qui place ces véhicules dans la catégorie des tricycles à moteur (conséquence de l'application d'une directive européenne définissant les tricycles). D'autres adaptations ont été faites pour entrer dans la catégorie tricycles à moteur (L5e) comme les trikes : clignotants externes, double éclairage de la plaque d'immatriculation et pédale de freinage couplant avant et arrière.
À l'été 2009, Piaggio présente le MP3 Hybrid équipé d'une nouvelle motorisation associant un moteur électrique de 2 500 watts et un moteur thermique de 125 cm3, passant à 300 cm3 en 2010.
En juin 2010, le MP3 LT 300 cm3 remplace le 250 cm3, avec une nouvelle motorisation.
En juin 2011, le MP3 LT 500 cm3 remplace le 400 cm3, avec le moteur du Gilera Fuoco 500. Son prix est alors de 8 999 euros.

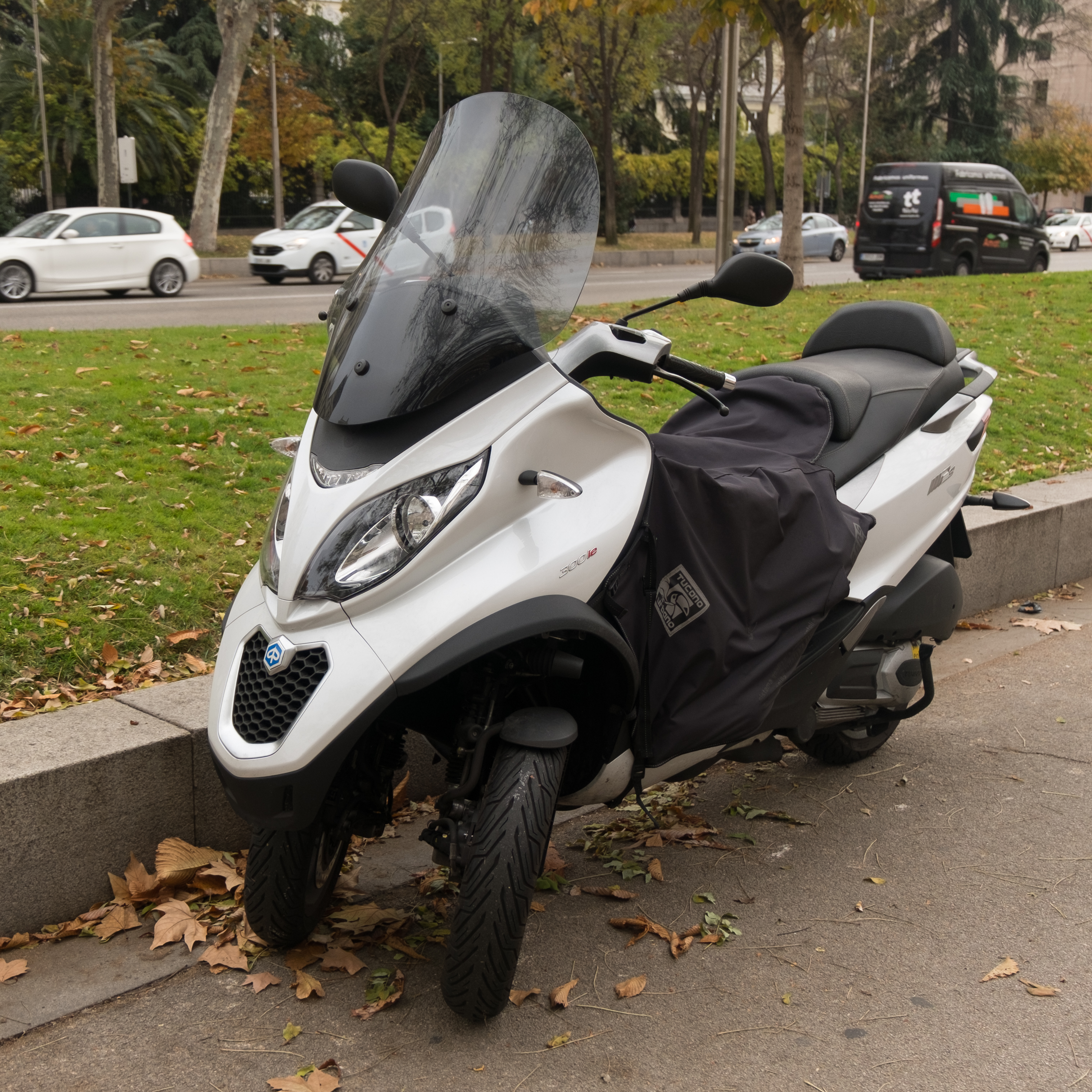
MP3 300ie de 2014.

En mai 2014, refonte complète de la carrosserie. Apparition de l'ASR (antipatinage) et de l'ABS en série.
En juillet 2018, le moteur 300 cm3 est remplacé par le 350 cm3, la puissance passe de 21 à 30,5 ch et le couple de 22,5 à 29 N m.
En septembre 2018, nouvelle motorisation 500 HPE plus puissante et plus économique qui passe de 28,5 kW (38,7 ch) à 7 250 tr/min à 32,5 kW (44,2 ch) à 7 750 tr/min avec un nouveau couple de 47,5 N m à 5 500 tr/min contre 45,5 N m à 5 000 tr/min.
En janvier 2019, le MP3 500 HPE Sport Advanced est doté d'une marche arrière pouvant faire remonter une pente de 18° seul ou 15° à deux.
En mai 2019, le MP3 300 HPE remplace le Yourban 300 avec une carrosserie inédite, l’ABS-ASR et un nouveau moteur.
En mai 2021, le moteur 350 cm3 est remplacé par le 400 cm3 adapté à la norme Euro 5, la puissance passe de 30,5 à 35,4 ch et le couple de 29 à 37,7 N m, la carrosserie reste celle du MP3 500.

## Caractéristiques
Le tableau suivant compare les principaux modèles : 125, 250,, 300,,, 350,,, 400,, 500,,.
| Moteur                                 | 125                                                    | LT 250                                                 | LT 300 ie                                              | 300 HPE                                                | 350 ie                                                 | LT 400 ie                                              | 400 HPE                                                | LT 500 ie                                              | 500 HPE                                                |
| -------------------------------------- | ------------------------------------------------------ | ------------------------------------------------------ | ------------------------------------------------------ | ------------------------------------------------------ | ------------------------------------------------------ | ------------------------------------------------------ | ------------------------------------------------------ | ------------------------------------------------------ | ------------------------------------------------------ |
| Années de production                   | 2006-2010                                              | 2008-2010                                              | 2011-2017                                              | 2019-                                                  | 2018-2021                                              | 2006-2011                                              | 2021-                                                  | 2011-2017                                              | 2018-                                                  |
| Type de moteur                         | Monocylindre / 4 soupapes SOHC                         | Monocylindre / 4 soupapes SOHC                         | Monocylindre / 4 soupapes SOHC                         | Monocylindre / 4 soupapes SOHC                         | Monocylindre / 4 soupapes SOHC                         | Monocylindre / 4 soupapes SOHC                         | Monocylindre / 4 soupapes SOHC                         | Monocylindre / 4 soupapes SOHC                         | Monocylindre / 4 soupapes SOHC                         |
| Cylindrée (cm3)                        | 124                                                    | 244                                                    | 278                                                    | 278                                                    | 330                                                    | 399                                                    | 399                                                    | 493                                                    | 493                                                    |
| Alésage × course (mm)                  | 57 × 48,6                                              | 72 × 60                                                | 75 × 63                                                | 75 × 63                                                | 78 × 69                                                | 85,8 × 69                                              | 84 x 72                                                | 94 × 71                                                | 94 × 71                                                |
| Puissance maxi (kW)                    | 11                                                     | 16,5                                                   | 17                                                     | 19,3                                                   | 22,5                                                   | 25                                                     | 26                                                     | 29,5                                                   | 32,2                                                   |
| Régime puissance maxi (tr/min)         | 9 250                                                  | 8 250                                                  | 7 500                                                  | 7 750                                                  | 8 500                                                  | 7 600                                                  | 7 000                                                  | 7 250                                                  | 7 750                                                  |
| Puissance maxi (ch)                    | 15                                                     | 22,5                                                   | 22,5                                                   | 26,2                                                   | 30,6                                                   | 34                                                     | 35,3                                                   | 40,1                                                   | 44,2                                                   |
| Poids à sec / plein (kg)               | 199 /                                                  | / 204                                                  | 227 / 235                                              | 225 / 228                                              | 256                                                    | 240                                                    | 257                                                    | 266                                                    | 275                                                    |
| Couple maxi (N m / tr/min)             | 12 / 8 500                                             | 21 / 6 750                                             | 23 / 6 500                                             | 26 / 6 500                                             | 29 / 6 250                                             | 37,6 / 5 500                                           | 37,7 / 5 500                                           | 45,5 / 5 250                                           | 47,5 / 5 500                                           |
| Dépollution                            | Euro 3                                                 | Euro 3                                                 | Euro 4                                                 | Euro 4                                                 | Euro 4                                                 | Euro 3                                                 | Euro 5                                                 | Euro 4                                                 | Euro 4                                                 |
| Boîte de vitesses                      | Variateur automatique CVT avec convertisseur de couple | Variateur automatique CVT avec convertisseur de couple | Variateur automatique CVT avec convertisseur de couple | Variateur automatique CVT avec convertisseur de couple | Variateur automatique CVT avec convertisseur de couple | Variateur automatique CVT avec convertisseur de couple | Variateur automatique CVT avec convertisseur de couple | Variateur automatique CVT avec convertisseur de couple | Variateur automatique CVT avec convertisseur de couple |
| Transmission secondaire                | courroie                                               | courroie                                               | courroie                                               | courroie                                               | courroie                                               | courroie                                               | courroie                                               | courroie                                               | courroie                                               |
| Vitesse maxi (km/h)                    | 104                                                    | 122                                                    | 124                                                    | 138                                                    | 130                                                    | 141 à 150                                              | 135                                                    | 155 à 160                                              | 158/160                                                |
| 0-100 km/h (s)                         | 9,7                                                    | 8,5                                                    | 8                                                      | 13,9                                                   | 12,8                                                   | 7,5 à 8                                                |                                                        | 6,8 à 7                                                |                                                        |
| Réservoir (L)                          | 12                                                     | 12                                                     | 12                                                     | 11                                                     | 13,2                                                   | 12                                                     | 13,2                                                   | 12                                                     | 13,2                                                   |
| Consommation (L/100 km)                | 5,4                                                    | 5,9                                                    | 4,4                                                    | 3,2                                                    | 3,9                                                    | 6,1 à 5,2                                              | 3,8                                                    | 5                                                      | 4                                                      |
| Frein avant 2 disques : diamètre (mm)  | 240                                                    | 240                                                    | 258                                                    | 258                                                    | 258                                                    | 240                                                    | 258                                                    | 258                                                    | 258                                                    |
| Frein arrière 1 disque : diamètre (mm) | 240                                                    | 240                                                    | 240                                                    | 240                                                    | 240                                                    | 240                                                    | 240                                                    | 240                                                    | 240                                                    |
| Pneu avant                             | 120/70 x 12                                            | 120/70 x 12                                            | 120/70 x 12                                            | 110/70 x 13                                            | 110/70 x 13                                            | 120/70 x 12                                            | 110/70 x 13                                            | 120/70 x 12                                            | 110/70 x 13                                            |
| Pneu arrière                           | 130/70 x 12                                            | 140/60 x 14                                            | 140/60 x 14                                            | 140/60 x 14                                            | 140/70 x 14                                            | 140/60 x 14                                            | 140/70 x 14                                            | 140/70 x 14                                            | 140/70 x 14                                            |
| Longueur (cm)                          | 213                                                    | 213                                                    | 213                                                    | 200                                                    | 220                                                    | 218                                                    | 220                                                    | 218                                                    | 220                                                    |
| Largeur (cm)                           | 74,5                                                   | 75                                                     | 75                                                     | 80                                                     | 80                                                     | 75                                                     | 80                                                     | 75                                                     | 80                                                     |
| Empattement (cm)                       | 149                                                    |                                                        |                                                        | 145                                                    | 154                                                    |                                                        | 156                                                    |                                                        | 154                                                    |
| Classification Crit'Air                |                                                        |                                                        |                                                        | 1                                                      | 1                                                      | 3                                                      | 1                                                      |                                                        | 1                                                      |

## Réglementation française
À la suite de modifications, en novembre 2010 et janvier 2013, de l'article R221-7 du code de la route, les tricycles à moteur de catégorie L5e ne peuvent plus être conduits simplement avec un permis de conduire de catégorie B. L'article R221-8 maintient ce droit pour les titulaires de permis B sous certaines conditions :
- être âgé de 21 ans ;
- être titulaire du permis B depuis au moins deux ans ;
- avoir suivi une formation pratique de sept heures dispensée par un établissement ou une association (loi 1901) agréés au titre de l'article L.213-1 ou L.213-7.

Toutefois, ces deux dernières conditions ne sont pas exigées des conducteurs qui justifient d'une pratique de la conduite d'un véhicule de la catégorie L5e ou d'une motocyclette légère (125 cm3) au cours des cinq années précédant le 1er janvier 2011. La preuve de cette pratique est apportée par la production d'une attestation délivrée par l'assureur de la souscription d'une assurance couvrant l'usage d'un de ces véhicules au cours de la période considérée.
En théorie, la conduite des trois-roues avec le permis B reste interdite en Europe depuis l'harmonisation de 2013. L'autorisation de conduire la catégorie L5E par la formation de sept heures ou l'attestation de l'assureur n'est valable que sur le territoire français. Dans les faits, tous les pays de l'Union européenne pratiquent l'équivalence permis B/catégorie L5E, à l’exception de la Grèce.

## Avantages
- Meilleure stabilité à la rencontre des pièges comme les rails de tramway ou les routes pavées.
- Très grande amélioration de la distance de freinage (de 20 % selon Piaggio par rapport à un scooter avec freinage ABS) et meilleure récupération en cas de blocage d'une roue avant (freinage ABS de série depuis 2014)
- En enclenchant le verrouillage vertical à l'arrêt, pas besoin de poser un pied à terre ni de béquiller pour stationner.
- Le MP3 permet un gain de sécurité accru par rapport aux deux-roues de 125 cm3 en trafic péri-urbain. En 2010, la Mutuelle des motards a baissé les primes d'assurances des MP3 et MP3 LT.

## Inconvénients
- Complexité mécanique.
- Poids.
- Augmentation du rayon de braquage.

## Célébrité
En 2014, le modèle 125 est utilisé par le président François Hollande pour rendre discrètement visite à l'actrice Julie Gayet. Il revient sur le devant de la scène en 2024 alors qu'il est revendu aux enchères pour 20 500 euros.